# Léopold Bellocq
Pour les articles homonymes, voir Bellocq.
Léopold Bellocq est un homme politique français né le 10 mars 1880 à Saint-André-de-Seignanx (Landes) et décédé le 21 février 1968 à Lormes (Nièvre).

## Biographie
Notaire à Lormes en 1912, il en est le maire de 1925 à 1935. Il sera par la suite président du conseil d'arrondissement. Il est député de la Nièvre de 1928 à 1932, inscrit au groupe radical-socialiste. Il est conseiller général de 1931 à 1939. En 1933, il revend sa charge de notaire et devient gérant d'immeubles à Paris.

## Sources
- « Léopold Bellocq », dans le Dictionnaire des parlementaires français (1889-1940), sous la direction de Jean Jolly, PUF, 1960 [détail de l’édition]